# Sprężarka osiowa

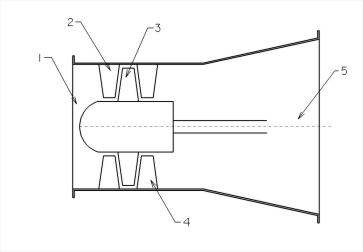
Przekrój sprężarki osiowa: 1 – króciec ssawny, 2 – kierownica wstępna, 3 – wirnik, 4 – kierownica zawirnikowa, 5 – dyfuzor

Animacja sprężarki osiowej

Sprężarka osiowa – sprężarka właściwa przepływowa, w której przepływ gazu jest osiowy (składowa promieniowa prędkości jest pomijalnie mała).
Rysunek pokazuje schemat typowej sprężarki osiowej jednostopniowej. Gaz wpływając przez króciec ssawny (1) napotyka kierownicę wstępną (2), której zadaniem jest wstępne zawirowanie gazu lub likwidacja szkodliwego zawirowania powstałego w króćcu ssawnym. Łopatkowy wirnik (3) przyspiesza gaz, który po jego opuszczeniu napotyka kierownicę zawirnikową (4), w której korygowany jest kierunek przepływu gazu oraz energia kinetyczna częściowa zamieniana na energię potencjalną. Gaz opuszcza sprężarkę przez dyfuzor (5), w którym następuje dalsza zamiana energii kinetycznej w potencjalną. Większość rozwiązań pozbawiona jest kierownicy wstępnej. Również nie zawsze stosowany jest dyfuzor wylotowy.
Sprężarki osiowe charakteryzują się wysoką sprawnością, gdy pracują przy parametrach nominalnych. Zdolne są osiągnąć wysokie natężenie przepływu przy stosunkowo małych wymiarach poprzecznych. Wadą takich sprężarek jest stosunkowo niski spręż  – π ≤ 1,3 dla poddźwiękowych i π ≤ 2,5 dla naddźwiękowych. Aby go podwyższyć, buduje się sprężarki wielostopniowe, co znacznie powiększa wymiary wzdłużne urządzenia.